# Géographie de l'Islande
L'Islande est un État insulaire de l'océan Atlantique Nord composé d'une île principale, représentant 99,7 % de sa superficie (18e du monde en superficie), autour de laquelle gravitent quelques petites îles et îlots, située sur la dorsale médio-atlantique dont elle représente une des parties émergées. À une distance de 287 km au sud-est du Groenland, le pays se situe à quelques kilomètres au sud du cercle arctique.
Géologiquement, l'Islande est marquée par le volcanisme à l'origine de phénomènes comme les geysers ou de formations d'îlots comme Surtsey. Son relief est relativement élevé au centre (Hautes Terres d'Islande) et caractérisé par des fjords sur les côtes. Plus de la moitié du territoire est dépourvue de végétation.
L'île, d'une densité de 3,2 habitants par kilomètre carré, connaît une répartition très inégale de la population, qui se concentre dans la région de Reykjavik, et est quasiment absente du centre du pays. Son économie dépend en partie de ses ressources naturelles, et en particulier la pêche, l'élevage et l'activité géothermique.

## Situation

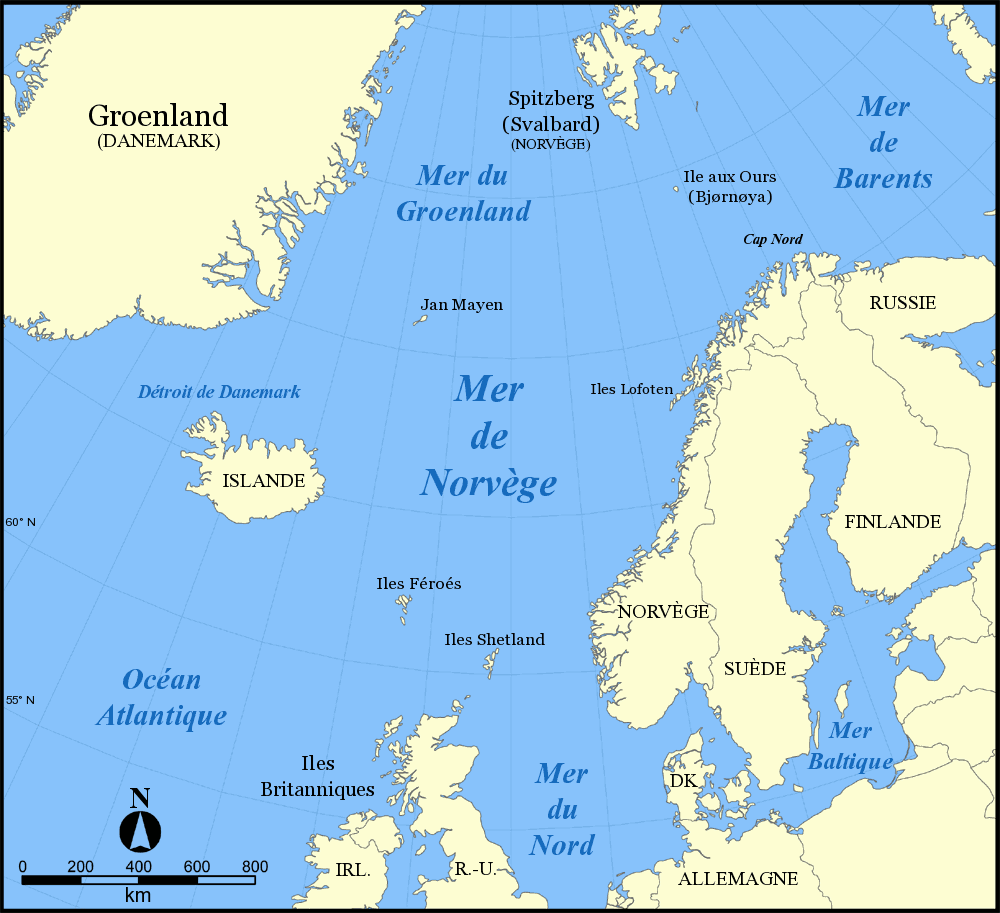
L'Islande dans l'océan Atlantique Nord.

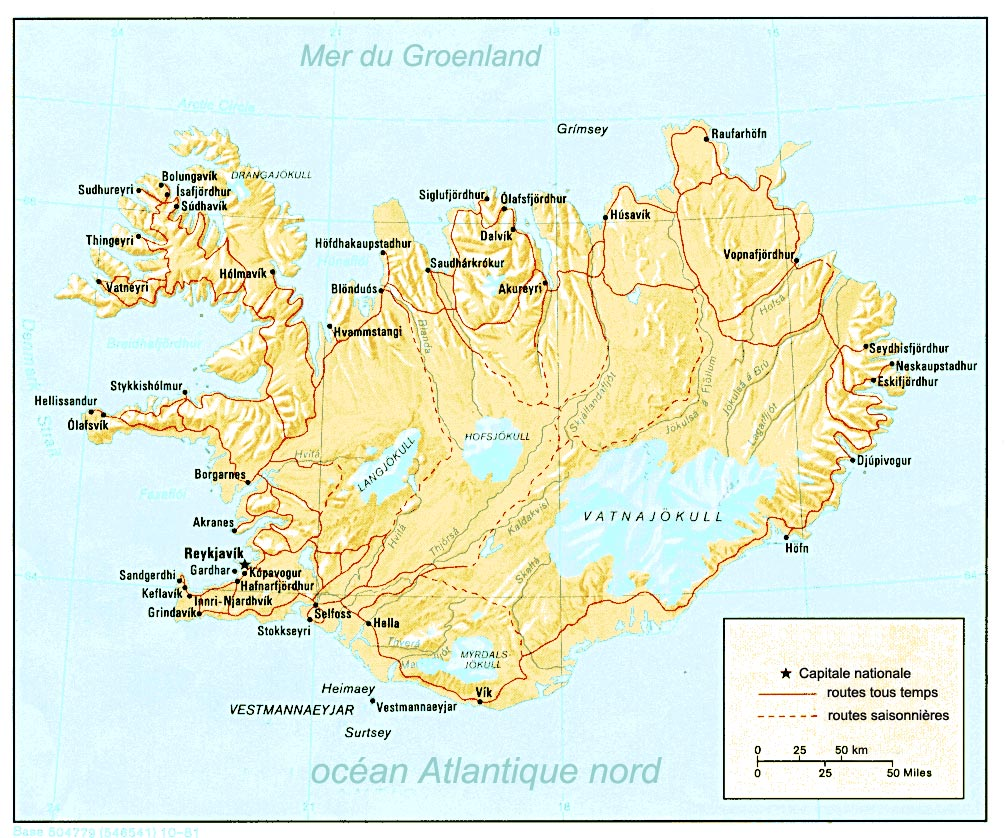
Carte de l'Islande.

L'Islande est un État insulaire à la limite entre l'océan Atlantique et l'océan Arctique. Le pays se situe en Europe du Nord. Ses plus proches voisins sont le Groenland, situé à 287 km au nord-ouest, et les îles Féroé, à 420 km au sud-est. D'une superficie de 103 000 km2, le pays est entouré d'une zone économique exclusive de 758 000 km2. L'Islande est bordée par la mer d'Irminger au sud-ouest, le détroit de Danemark à l'ouest, la mer du Groenland au nord et la mer de Norvège à l'est.
L'île principale est située à quelques kilomètres au sud du cercle arctique. L'île de Grímsey se situe sur le cercle arctique, au-delà duquel se situe l'îlot inhabité de Kolbeinsey qui constitue le point le plus septentrional de l'Islande.
En tant qu'État insulaire, l'Islande n'a pas de frontière terrestre mais possède deux frontières maritimes : l'une avec la Norvège (plus précisément avec l'île Jan Mayen), l'autre avec le Danemark (constituée de deux tronçons, l'un avec le Groenland, l'autre avec les îles Féroé).

## Géographie physique

### Géologie

Système volcanique de l'Islande.

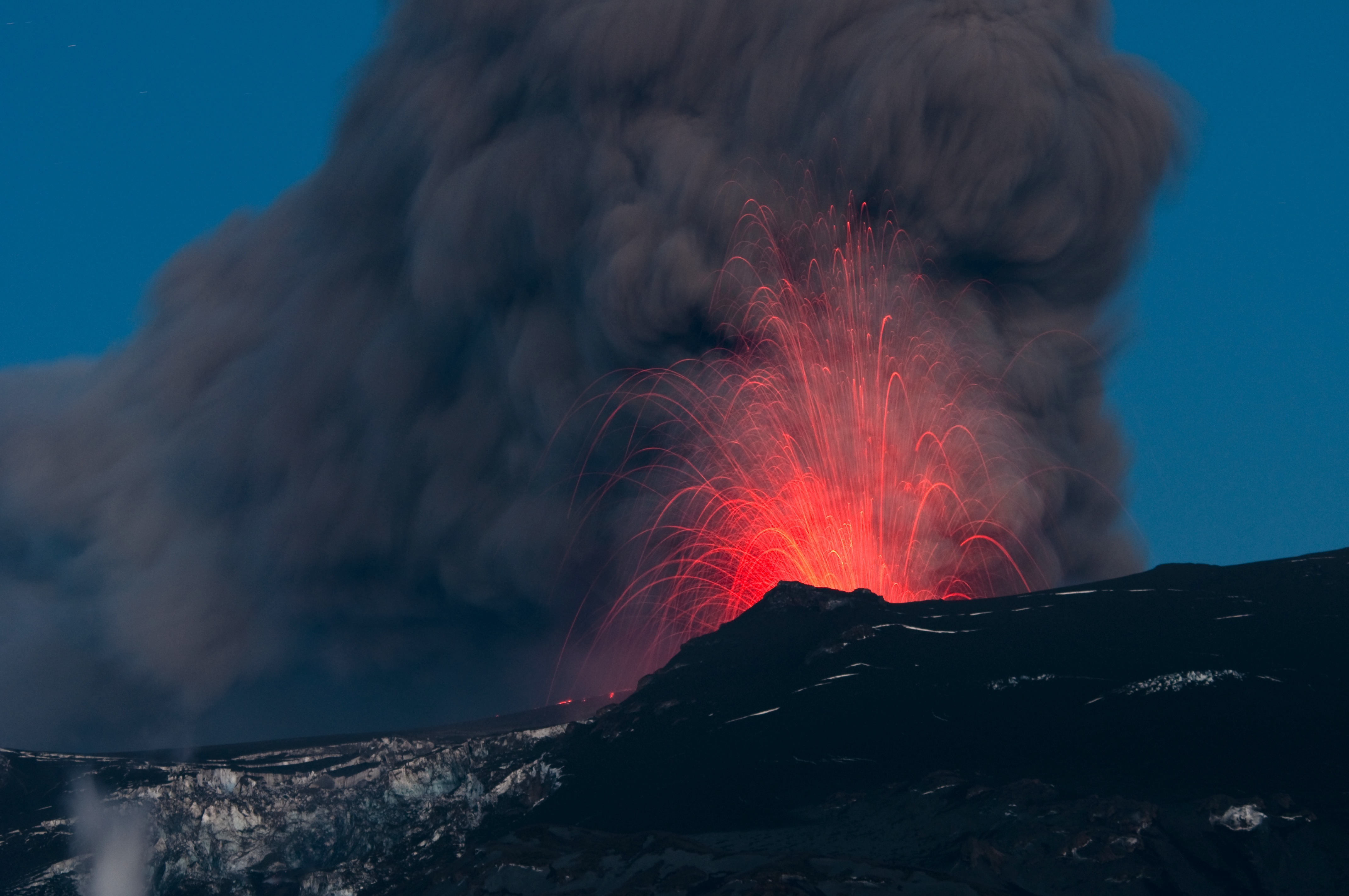
Un des aspects de l'éruption de l'Eyjafjöll en 2010.

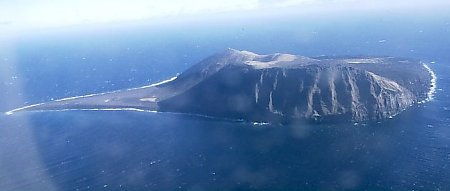
L'île de Surtsey, formée dans les années 1960, inscrite au patrimoine mondial de l'UNESCO.

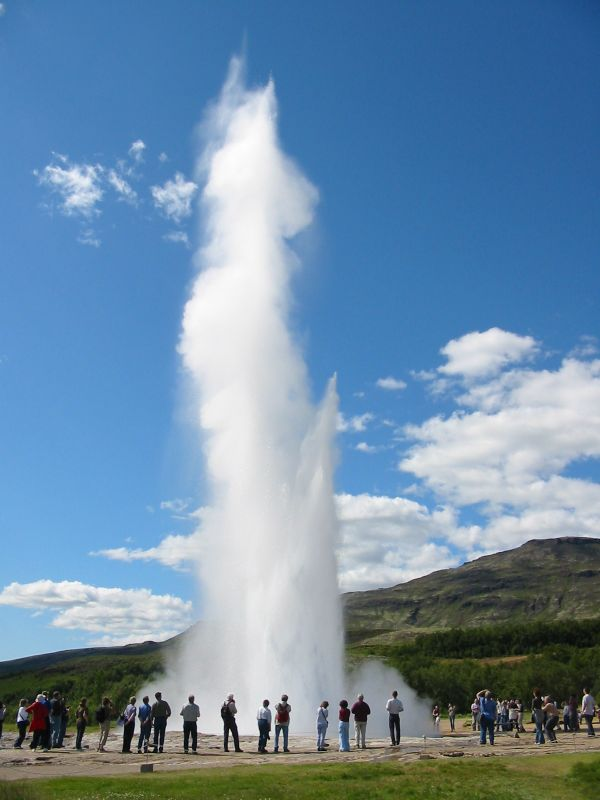
Le geyser Strokkur.

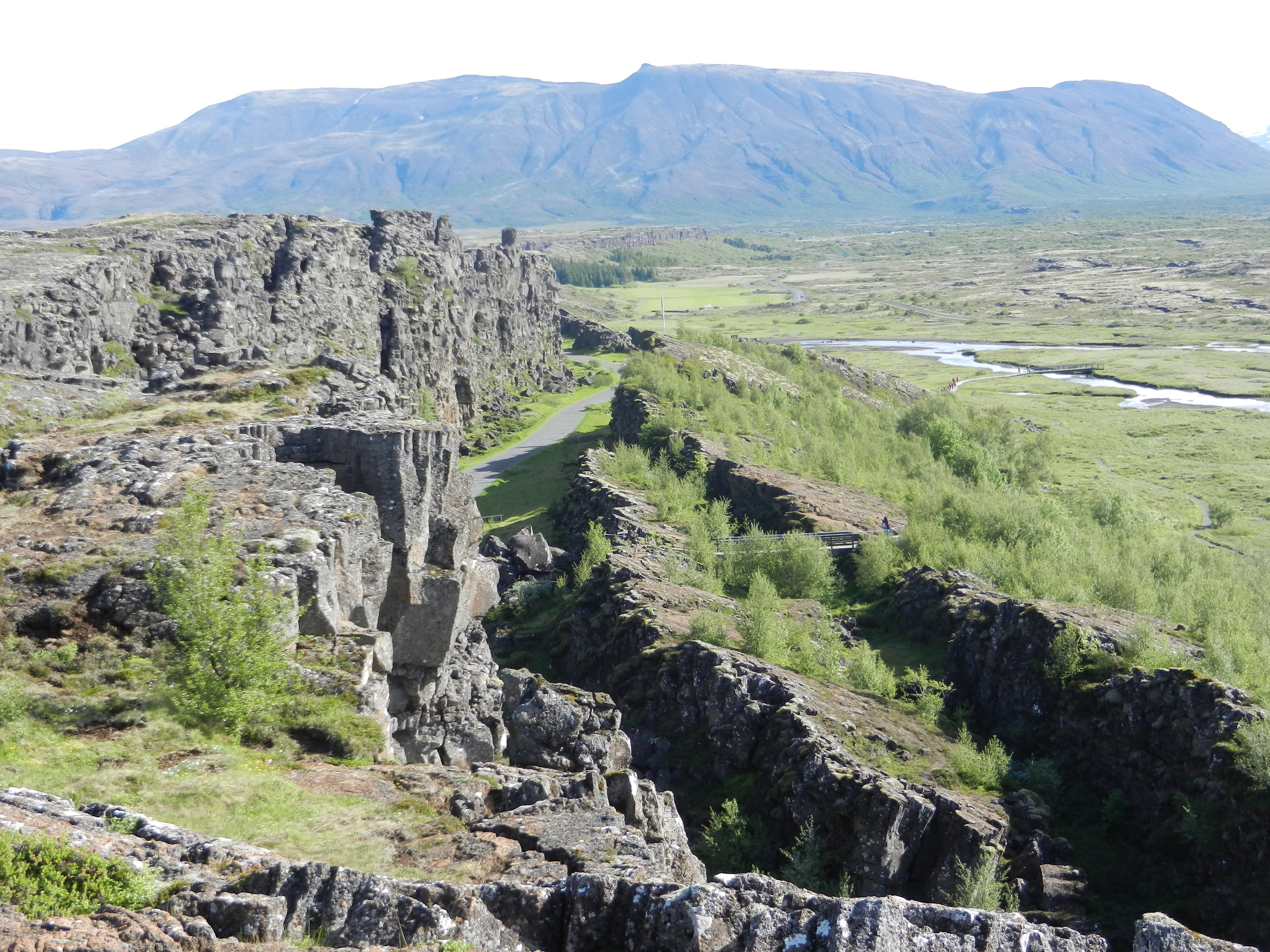
La faille d'Almannagjá témoigne de l'activité géologique de l'Islande.

L'Islande est située au milieu de l'Atlantique sur la dorsale médio-océanique entre l'Europe et l'Amérique. Ainsi, d'un point de vue de la tectonique des plaques, la partie nord-ouest de l'Islande est sur la plaque américaine et la partie sud-est est sur la plaque eurasiatique. De plus, un point chaud se situerait juste en dessous de l'Islande, plus précisément sous le massif du Vatnajökull. Cette situation unique engendre sur l'île une importante activité volcanique et géothermale, située principalement le long de ce graben, là où le magma est le plus près de la surface.
Les manifestations à la surface de cette intense activité volcanique sont nombreuses : de nombreux volcans et failles éruptives sont situés sur l'île, dont environ 130 actifs, et de nombreux phénomènes paravolcaniques comme les solfatares et les sources thermales, dont les geysers (ce mot étant lui-même d'origine islandaise). L'abondance d'une telle énergie géothermique fait que la plupart des habitants ont accès à l'eau chaude et au chauffage domestique pour des prix très modiques. L'activité sismique est importante, en particulier dans le Sud de l'île près de Þingvellir et autour de Selfoss.[réf. nécessaire]
Depuis l'ère tertiaire, cette île de 103 000 km2 ne cesse de se transformer à cause de l'activité volcanique permanente ; ses contours sont donc en évolution relativement rapide (à l'échelle des temps géologiques) et l'île croît d'environ 2 centimètres par an[réf. nécessaire].
Le volcan Eyjafjöll est entré en éruption le 15 avril 2010, provoquant l'arrêt des lignes aériennes dans le nord de l'Europe durant plusieurs jours,.
À l'exception de quelques terrains sédimentaires marins cénozoïques dans la péninsule de Tjörnes, l'Islande est composée de roches volcaniques.[réf. nécessaire]
La fonte des glaciers en Islande s'est significativement accélérée à partir des années 1990. La surface de glace qui a fondu dans le pays depuis l’an 2000 est de 750 km². Au rythme actuel, les glaciers pourraient disparaitre d'ici 200 à 300 ans.

### Topographie et hydrologie

Carte physique de l'Islande.

L'Islande possède un relief assez important. Le centre de l'île (les hautes terres d'Islande) constitue un vaste plateau d'altitude supérieure à 500 m, et les côtes sont souvent montagneuses, découpées de fjords (en particulier la région des fjords de l'ouest et l'Austurland). Le point culminant de l'île est le volcan Hvannadalshnjúkur, au sud-est, avec 2 109,6 m.
Environ 10 % de l'île est recouverte de glaciers. Il y a quatre glaciers importants : le Vatnajökull, le Hofsjökull, le Langjökull et le Mýrdalsjökull. Ces glaciers alimentent plusieurs grandes rivières glaciaires (d'où le nom Jökulsá de plusieurs d'entre elles) dont la Þjórsá est la plus longue (230 km) et l'Ölfusá la plus importante quant au débit (423 m3/s). Ces rivières offrent une source importante d'électricité, utilisée principalement par l'industrie.
Ces caractéristiques géographiques exceptionnelles ont permis à l'île de développer un tourisme en plein essor, également pour observer les aurores boréales.
La topographie de l'île est marquée par une activité volcanique encore prégnante voire en augmentation. De plus en raison de la fonte accélérée des glaciers dans le contexte du réchauffement climatique l'île subit une élévation rapide de son sol (rebond isostatique), dont le début coïncide avec les premiers indices relevés (il y a environ 30 ans) de modifications locales du climat suffisantes pour faire fondre la glace à une vitesse accélérée (jusqu'à 35 mm/an, soit 1,4 pouce/an dans les années 2000-2014). Le relèvement du sol n'est pas parfaitement homogène : certaines parties du centre-sud de l'île montent de 35 mm/an, une vitesse qui surprend les chercheurs qui suivent ce mouvement ascendant du sol via un réseau géodésique spécialement installé de 62 récepteurs GPS fixés au sol ou sur des rochers de différents parties de l'Islande (depuis 1995 pour certains de ces récepteurs). 
Les données fournies par ce réseau montrent que « au moins pour l'Islande, le soulèvement en cours d'accélération du sol est directement liée à l'amincissement des glaciers et au réchauffement climatique ». Il existe des traces géologiques d'un phénomène similaire lors de la dernière déglaciation (entamée il y a environ 12000 ans) avec une activité volcanique qui dans certaines régions de l'Islande avait augmenté de trente fois. L'augmentation récente de la fréquence d'éruptions volcaniques régionales (comme l'éruption de l'Eyjafjöll en 2010, qui a eu des conséquences économiques négatives dans le monde entier) pourrait être liée à ce phénomène de rebond isostatique. De futures études vont porter sur un éventuel lien entre la variation saisonnière de l'épaisseur et du poids des calottes glaciaires et ces mesures.
Un phénomène similaire a été signalé en 2010 pour les îles du Svalbard et du Groenland, avec au Groenland un soulèvement de l'ouest de l'île qui semble avoir commencé dans la fin des années 1990. L'élévation y atteignait déjà 1 pouce par an (2,5 cm) vers 2010, et à ce rythme pourrait doubler pour atteindre deux pouces par an (5 cm) d'ici 2025 selon Tim Dixon (professeur de géophysique à l'Université de Miami et l'un des auteurs principaux de l'étude).

### Climat
L'Islande possède un climat océanique tempéré, soumis à l'influence des vents froids polaires. Grâce au Gulf Stream, ses côtes sud et ouest bénéficient d'une température bien plus clémente en hiver que New York. Les températures ne s'éloignent jamais beaucoup de 0 °C (5 °C en moyenne annuelle à Reykjavik, 3,8 °C à Akureyri). Les précipitations varient du nord au sud. Akureyri, au nord, a un total inférieur à 500 mm, alors qu'au sud certaines stations météorologiques atteintes de plein fouet par les tempêtes océaniques ont un total pluviométrique annuel qui peut dépasser 2 000 mm.
Un proverbe islandais illustrant la variabilité du temps dit : « Si le temps ne te plaît pas, attends juste cinq minutes ».
| Mois                              | jan. | fév. | mars | avril | mai  | juin | jui. | août | sep. | oct. | nov. | déc. | année |
| --------------------------------- | ---- | ---- | ---- | ----- | ---- | ---- | ---- | ---- | ---- | ---- | ---- | ---- | ----- |
| Température minimale moyenne (°C) | −3   | −2,1 | −2   | 0,4   | 3,6  | 6,7  | 8,3  | 7,9  | 5    | 2,2  | −1,3 | −2,8 | 1,9   |
| Température moyenne (°C)          | −0,5 | 0,4  | 0,5  | 2,9   | 6,3  | 9    | 10,6 | 10,3 | 7,4  | 4,4  | 1,1  | −0,2 | 4,4   |
| Température maximale moyenne (°C) | 1,9  | 2,8  | 3,2  | 5,7   | 9,4  | 11,7 | 13,3 | 13   | 10,1 | 6,8  | 3,4  | 2,2  | 7     |
| Précipitations (mm)               | 75,6 | 71,8 | 81,8 | 58,3  | 43,8 | 50   | 51,8 | 61,8 | 66,5 | 85,6 | 72,5 | 78,7 | 798,2 |

L'île est presque totalement située au sud du cercle Arctique et connaît donc une alternance jour/nuit toute l'année, même si la durée de clarté du jour est très courte en hiver, et les nuits sont très courtes en été. Seule la petite île de Grímsey, qui constitue le lieu habité le plus septentrional d'Islande, est traversée par le cercle polaire arctique.

### Flore et faune

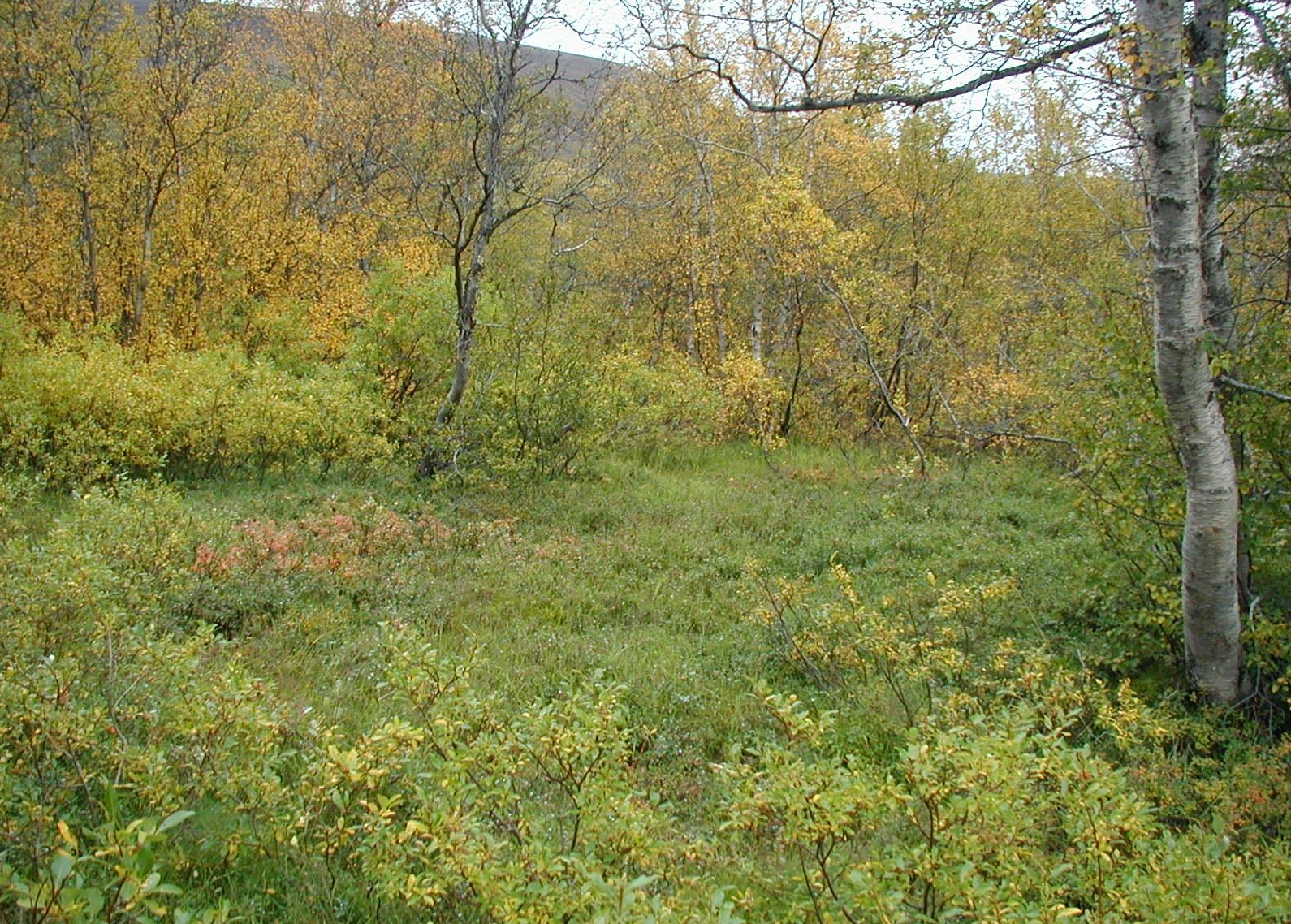
De maigres forêts et fruticées de bouleaux pubescents, aujourd'hui quasiment disparues, couvraient le quart de l'Islande avant la colonisation humaine.

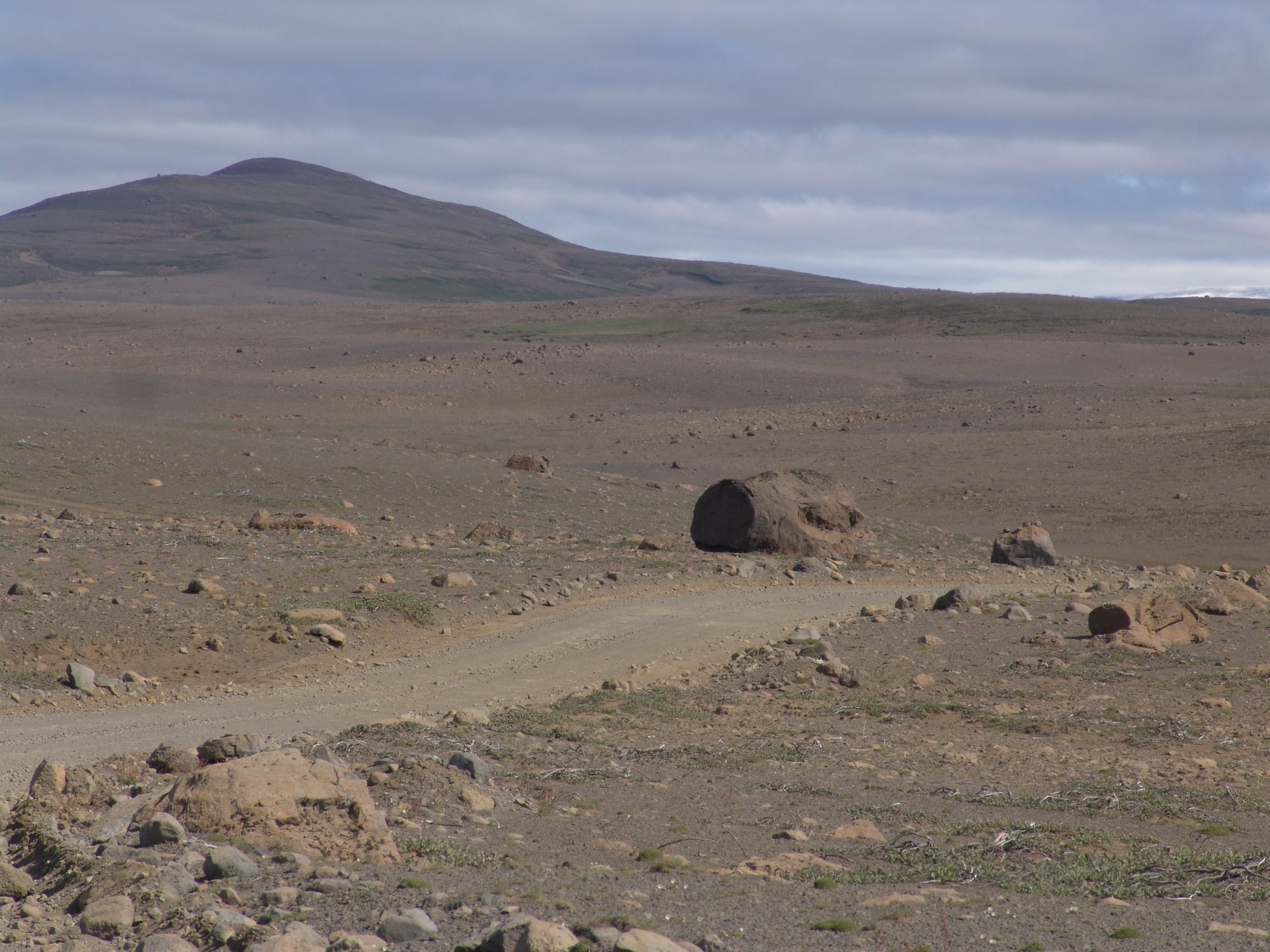
Le plateau central islandais est le plus souvent nu ou juste parsemé de quelques plantes rabougries.

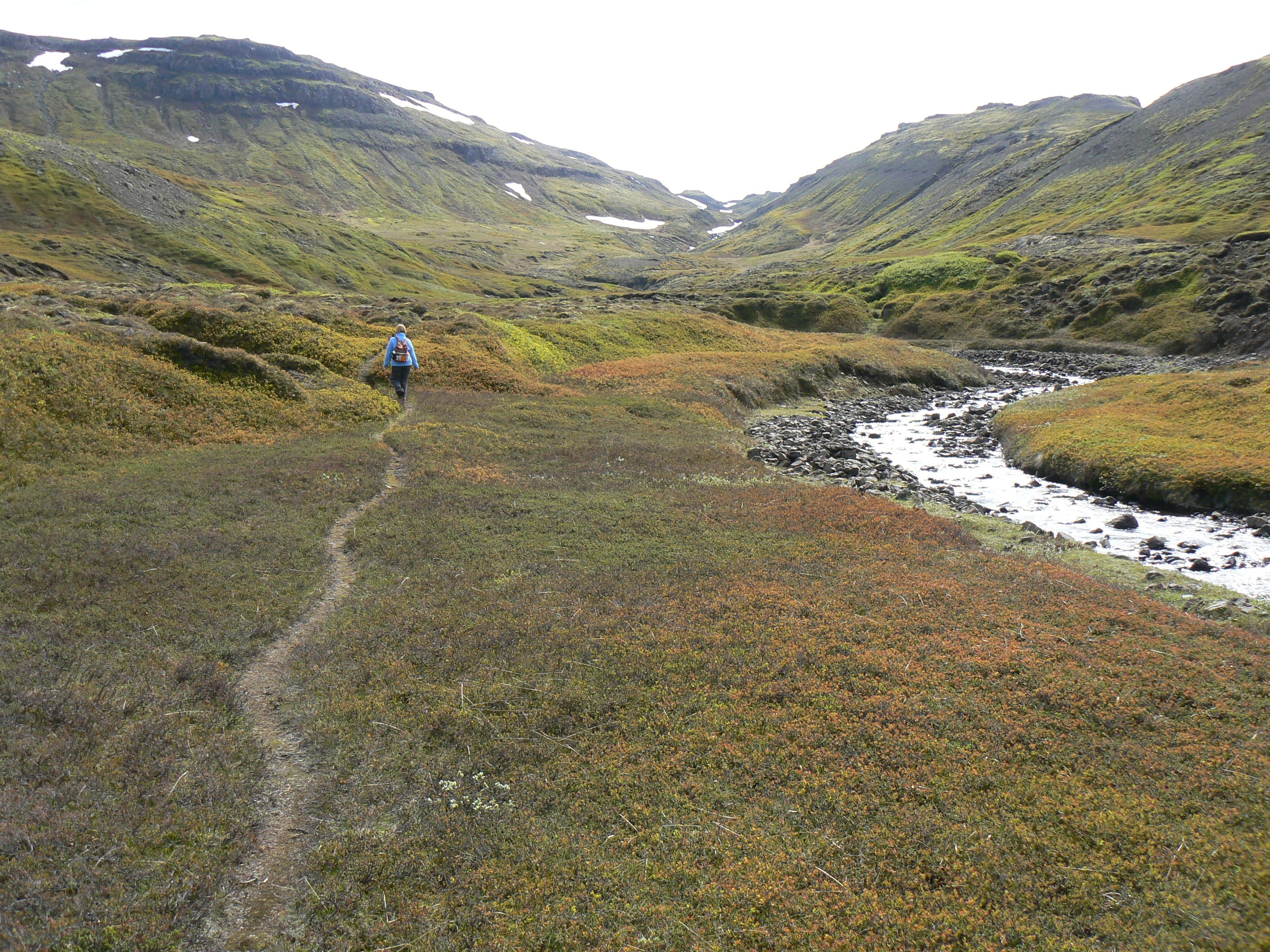
Les landes rases riches en éricacées (camarine, callune, myrtille…) constituent le principal type de couverture végétale continue.

Plus de la moitié du territoire islandais est dépourvue de végétation terrestre ou juste colonisée par de rares plantes dispersées. Après avoir décompté les quelques étendues d'eau : lacs, rivières et lagunes, qui couvrent environ 2 % de la surface du pays, c'est donc un désert qui occupe principalement le plateau central et les chaînes montagneuses et qui est composé de glaciers (environ 10 % du territoire islandais), d'étendues de roches volcaniques nues (environ 23 %), de terrains à végétation très éparse (environ 13 %) et de sables (environ 3 %).
La périphérie de l'île est plus verdoyante, avec majoritairement de nos jours des paysages de toundra. Ce ne fut pas toujours le cas: les Vikings au IXe siècle découvrirent une île couverte à plus du quart de sa superficie par des forêts ou des buissons de bouleaux pubescents. Les défrichements agricoles, l'exploitation du bois pour la construction ou comme combustible et le pâturage des moutons ont fait disparaître ces boisements naturels qui ne couvrent plus aujourd'hui que 1,1 % de la surface de l'île (0,2 % de forêts et 0,9 % de buissons). Cependant depuis un peu plus d'un siècle, également pour lutter contre les phénomènes d'érosion, l'Islande a développé une politique de conservation, et également d'afforestation en plantant diverses espèces exotiques. La plus importante forêt issue de cet effort, est celle de Hallormsstadarskogur, près de Egilsstadir, créée à partir de 1903 dans l'est de l'île. Ces forêts se sont avérées de très bons puits de carbone, du fait de la pauvreté initiale en carbone du sol.
Les principales formations végétales actuelles sont alors des landes rases qui s'étendent sur environ 35 % de l'Islande et qui peuvent être constituées soit de sous-arbrisseaux dont notamment la camarine noire (Empetrum nigrum), la callune (Calluna vulgaris), la myrtille des marais (Vaccinium uliginosum)…, soit simplement de tapis de mousses ou de lichens parsemés ici ou là de quelques touffes de petites plantes vasculaires. Les autres habitats sont des tourbières et marécages (environ 7 %), des prairies naturelles (environ 3 %), et des terres agricoles (environ 2,5 %) essentiellement représentées par des pâtures et prairies de fauche.

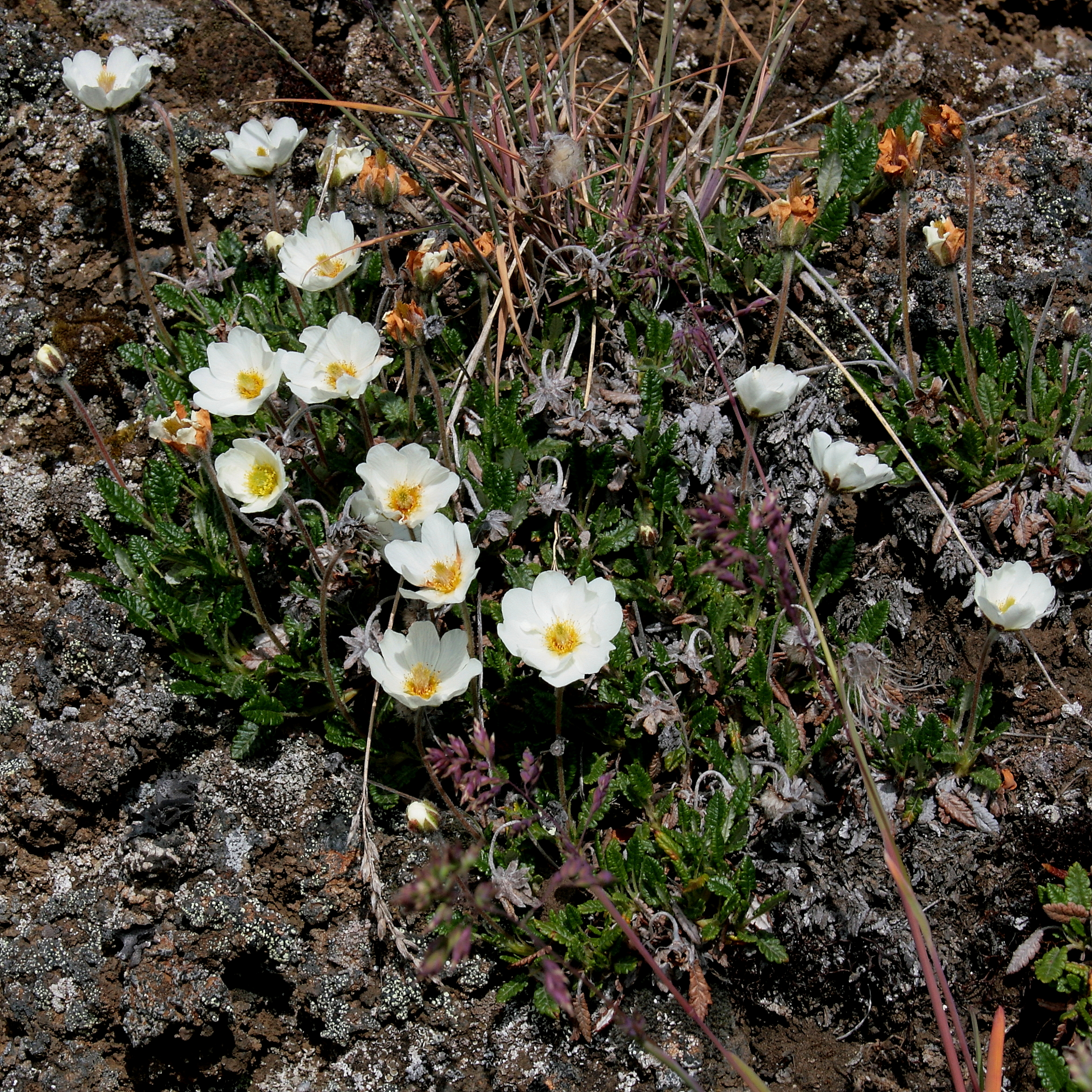
La Dryade à huit pétales (Dryas octopetala), Holtasóley en islandais, la fleur nationale du pays, que l'on trouve également en Arctique, dans les Alpes et autres montagnes d'Europe, est l'une des premières colonisatrices des terres libérées par les glaciers ou des champs de lave refroidis.

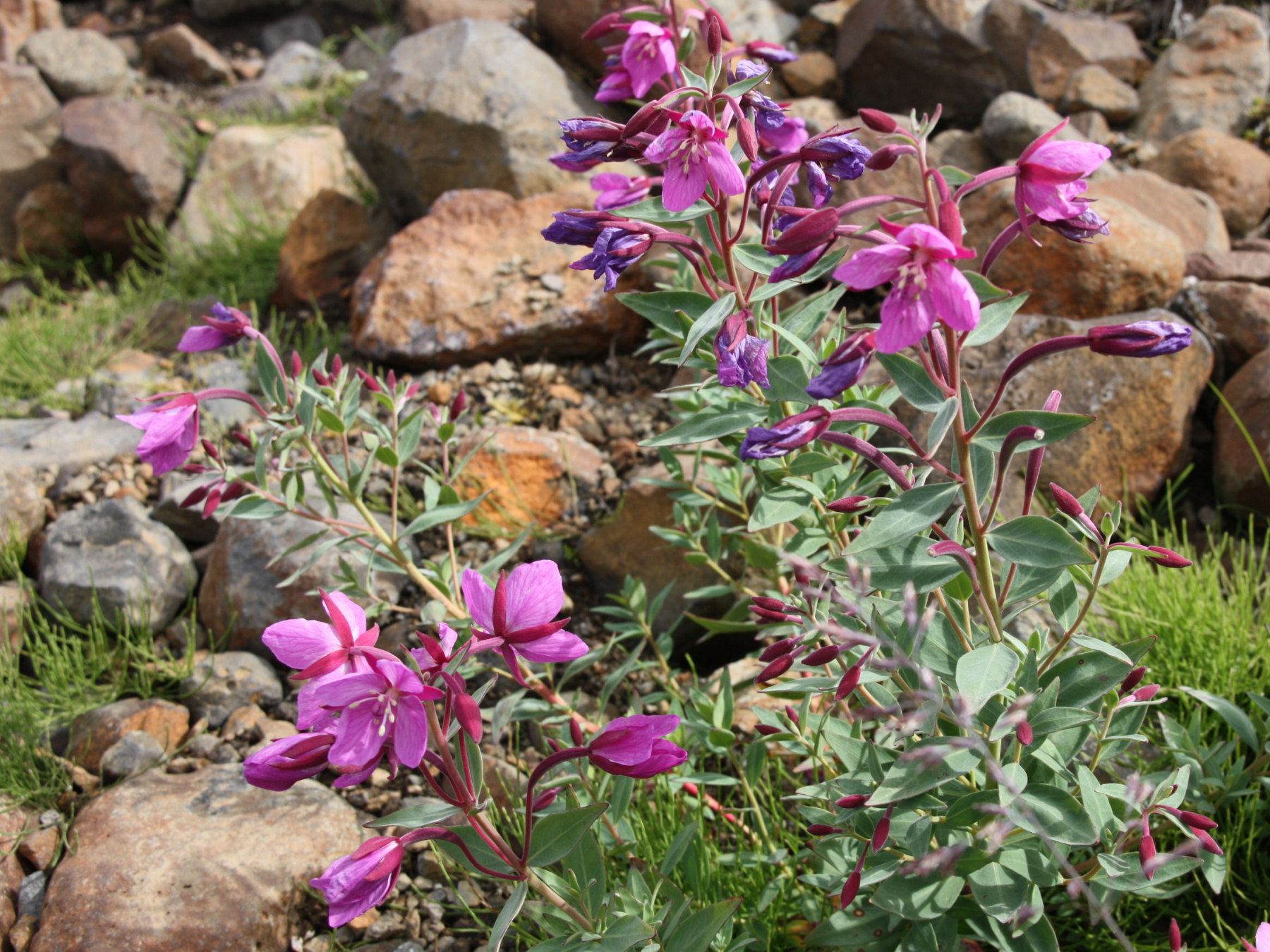
L'Épilobe à feuilles larges (Chamerion latifolium), qui peut former en floraison de remarquables étendues roses près des rivières est l'une des rares espèces communes à la flore américaine et à la flore islandaise qui sont absentes du reste de l'Europe.

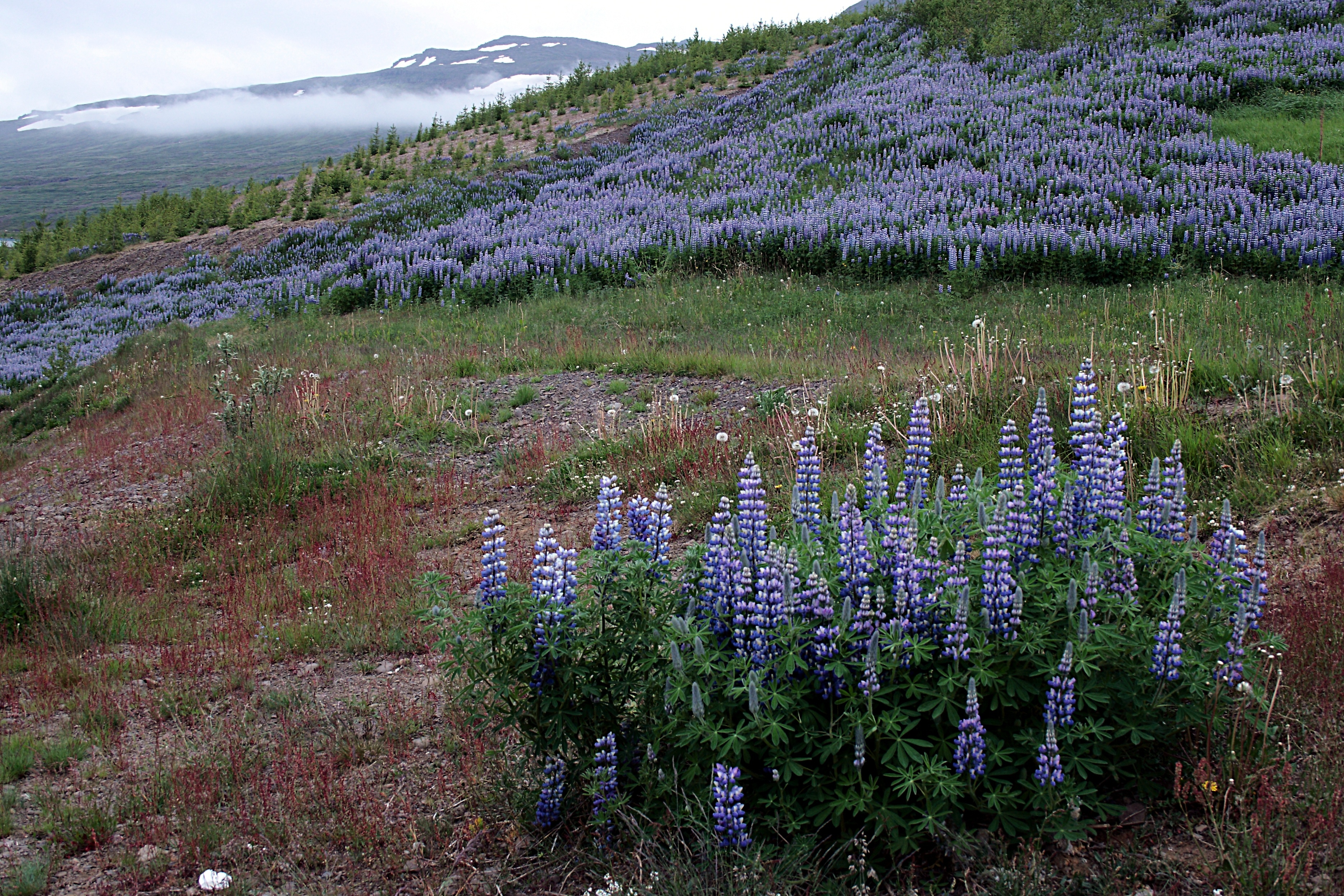
Contrairement à ce que pourrait laisser penser leur vitalité, les lupins ne sont pas des fleurs indigènes d'Islande mais ont été introduits depuis la côte pacifique de l'Amérique du Nord.

La flore terrestre indigène et naturalisée d'Islande comprend 470 espèces de plantes vasculaires et environ 500 espèces de mousses et apparentées. Un tiers des espèces de plantes vasculaires sont caractéristiques de la flore arctico-alpine, et sont incluses dans un ensemble de type boréal qui représente plus de la moitié de la flore. Les autres espèces, à distribution plus large et plus tempérée, sont surtout des graminées et des plantes du littoral ou des milieux d'eau douce. Il n'existerait qu'une seule espèce incontestablement endémique, une euphraise : Euphrasia calida. D'un point de vue botanique, l'Islande se trouve aussi au croisement des influences américaine et européenne, mais avec une prédominance nette de la part européenne. Il existe ainsi seulement 8 espèces que l'on ne trouve qu'en Amérique et en Islande, contre environ 72 qui n'existent qu'en Europe.
L'importance des espèces boréales parmi les plantes islandaises est un héritage de la flore de la dernière glaciation. Cette flore froide s'est maintenue  à cause de l'isolement de l'île, malgré un climat aujourd'hui plus doux qui permettrait d'exprimer une végétation de type plus tempéré. De nombreuses espèces exotiques ont d'ailleurs été introduites par les humains, pour l'agrément des jardins ou pour d'autres raisons et certaines peuvent devenir envahissantes au détriment de la flore indigène. Le cas le plus marquant est sans doute celui du lupin bleu d'Alaska (Lupinus nootkatensis) qui peut former de véritables tapis monospécifiques, qui s'est avéré très intéressant pour fixer des sols érodés et reconstituer leur fertilité mais qui constitue une menace d'étouffement des plantes locales.
Du fait de son isolement insulaire, l'Islande possède peu d'espèces animales terrestres indigènes : aucun reptile ni amphibien, un seul mammifère, des insectes en nombre limité… Les populations d'animaux marins, notamment les oiseaux, sont en revanche bien représentées.
Le seul mammifère terrestre qui était présent en Islande avant l'arrivée des colons est le renard polaire (Alopex lagopus), probablement arrivé lors d'une ère glaciaire en marchant sur la mer gelée. Malgré une longue tradition de chasse intensive, censée empêcher la prédation sur les agneaux et sur les colonies d'eiders (Somateria mollissima) exploitées pour leur duvet, les populations de renards polaires ont toujours réussi à se reconstituer rapidement après des baisses importantes d'effectifs comme celle commencée dans les années 1950 jusqu'à la fin des années 1970 où l'on estime qu'ils n'étaient plus qu'environ un millier en hiver. Leur population actuelle pour l'ensemble du pays est évaluée à environ 8 000. Il est de nos jours toujours chassé, mais protégé dans certaines réserves comme celle de Hornstrandir où les touristes peuvent l'observer. Quelques ours polaires venant du Groenland s'échouent parfois sur l'île après avoir dérivé sur des morceaux de banquise.
Les autres mammifères indigènes de l'île sont marins. On trouve ainsi des phoques et de nombreuses baleines près des côtes islandaises. Ces dernières ont donné leur nom à certains lieux, tels que le Hvalfjörður (signifiant fjord des baleines), et la ville de Húsavík a connu un important développement touristique centré sur l'observation des cétacés. La baleine fait l'objet d'une chasse très controversée.
Cependant, les colons vikings ont introduit sur l'île plusieurs espèces, involontairement dans leurs navires, comme les rats et les souris, ou volontairement pour l'agriculture, comme les moutons, les vaches, les chevaux. Ces fameux chevaux islandais, aujourd'hui au nombre d'environ 50 000 sur l'île, ont la particularité d'être exclusivement issus de groupes importés avant la fin du Xe siècle et d'avoir conservé des caractères ancestraux. Ils sont petits (entre 1,30 m et 1,40 m au garrot), et très résistants ; ils ont été, des siècles durant, le seul moyen intérieur de transport et de locomotion.
L'Islande héberge de grandes populations d'oiseaux, en particulier marins. La falaise de Látrabjarg, par exemple, est considérée comme la plus grande falaise à oiseaux de l'Atlantique nord, où se trouve entre autres, la plus importante colonie de Petit pingouin (Alca torda) au monde. Après avoir failli disparaître voilà un siècle, prélevés avec excès pour être consommés tout comme leurs œufs, les macareux moines (Fratercula arctica), parents des pingouins, sont aujourd'hui plusieurs millions, en grande partie dans les îles Vestmann, ce qui représente la plus grande colonie de macareux moines du monde.
On trouve aussi plusieurs espèces d'oiseaux d'eau douce, abondantes par exemple dans la réserve naturelle de Mývatn-Laxá.

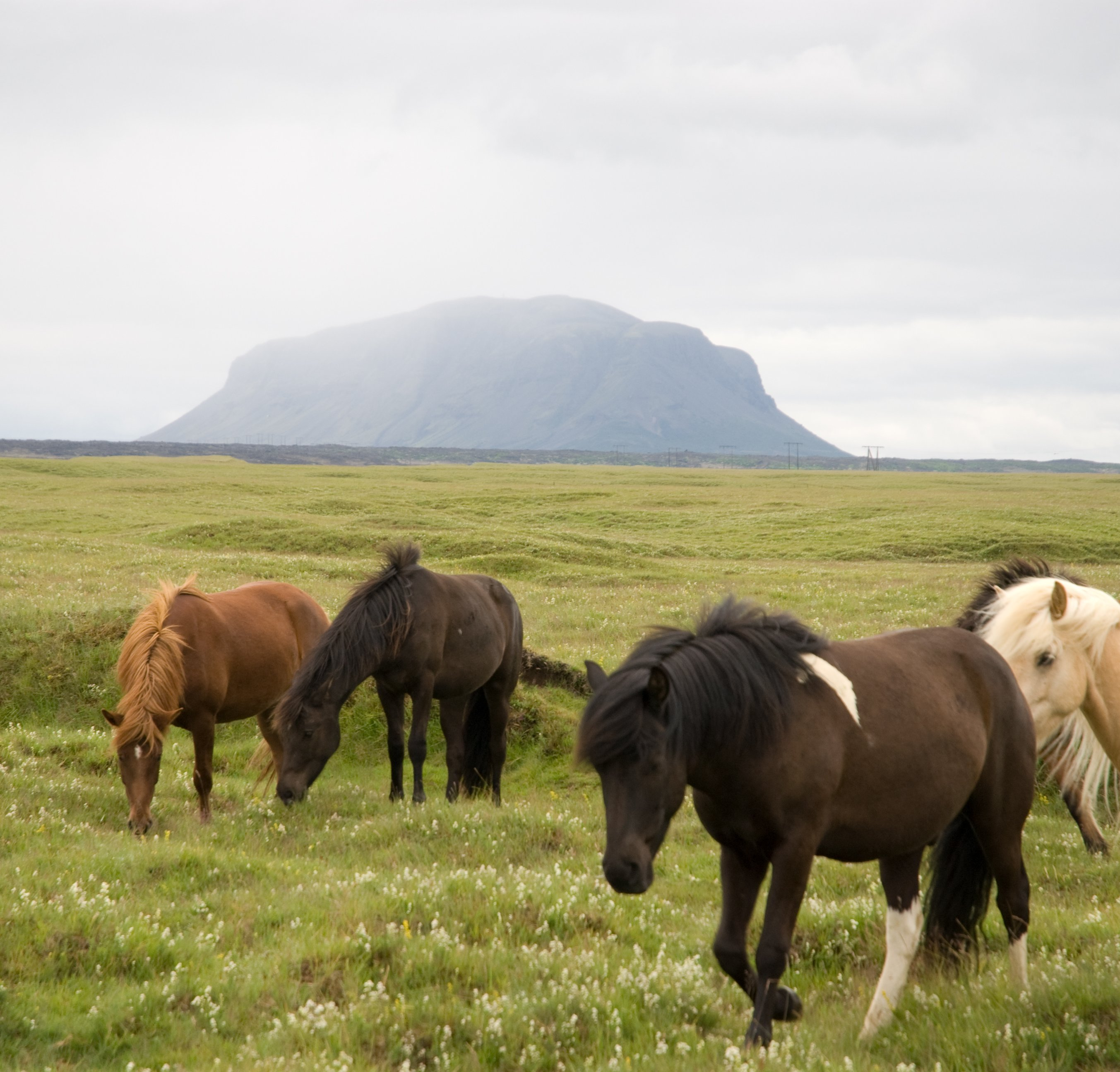
Les chevaux islandais présentent des robes de couleurs variées.
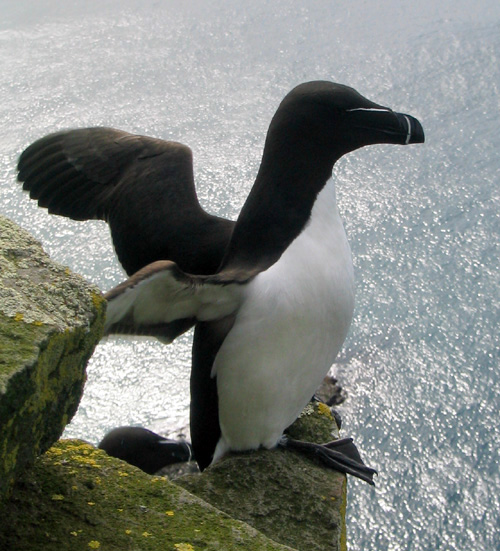
L'Islande abrite la plus importante partie des effectifs mondiaux de Petits Pingouins.
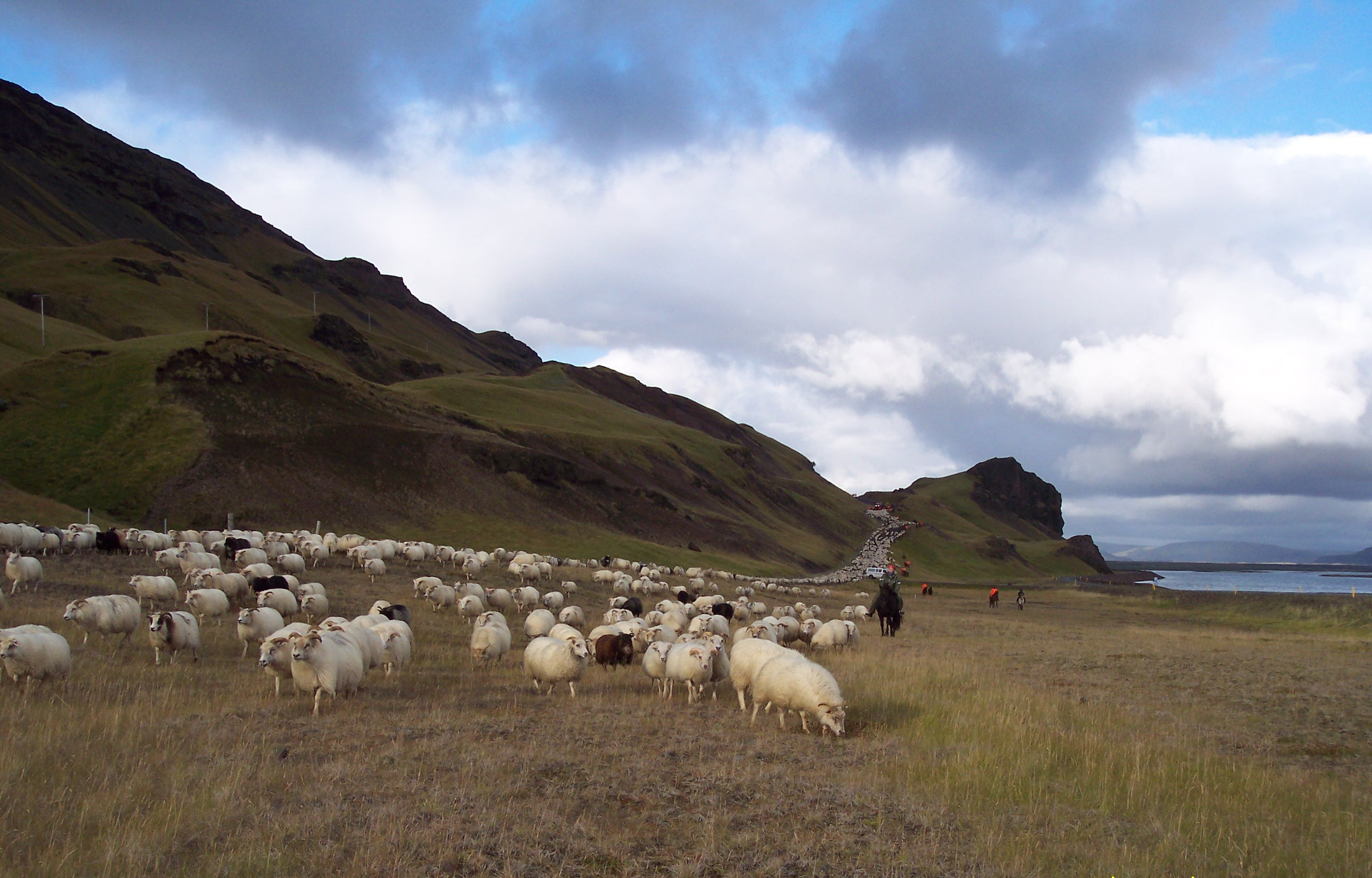
Les moutons islandais ont assuré la subsistance et l'habillement des habitants mais ont contribué fortement à la dégradation des sols et de la végétation.

## Géographie humaine

### Répartition spatiale

Carte générale de l'Islande avec ses principales villes et routes.

L’Islande fait partie politiquement de l'Europe, et non de l'Amérique du Nord. Géographiquement, elle se situe en effet à cheval sur le rift de séparation des deux continents, la plus grande partie de son territoire se situant du côté européen du rift.
Culturellement et historiquement, sa population est d'origine européenne et non amérindienne ou inuit. L’Islande possède la plus faible densité de population d'Europe avec 3,2 habitants par kilomètre carré. La répartition de la population de l'île est très inégale. La majorité des villes et villages est située sur la côte car les terres intérieures, ou « Hautes Terres d'Islande », sont constituées principalement de déserts inhabitables. La principale ville du pays est Reykjavik, la capitale, qui concentre près de la moitié de la population islandaise, et même les deux tiers si on inclut l'agglomération dont elle est le centre. La partie orientale de l'île ne compte que 12 000 habitants, qui dépendent en grande partie de la pêche. Les principales villes du pays en dehors de l'agglomération de Reykjavik sont Akureyri, un port important du nord de l'île, et Keflavík, le lieu d'implantation de l'aéroport international.

### Ressources naturelles

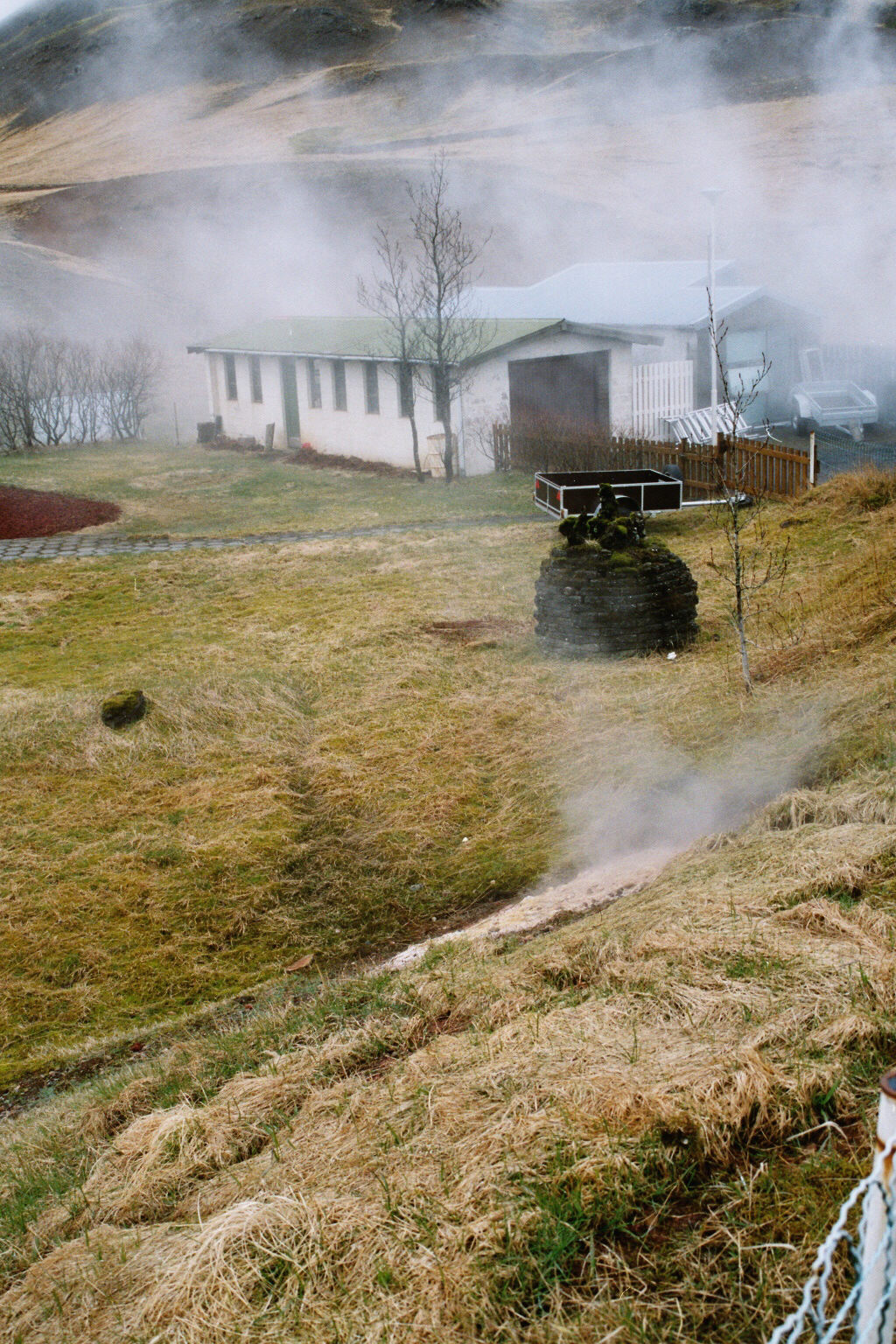
Vapeur émanant d'une source chaude à Hveragerði.

L'économie islandaise dépend principalement de la pêche et de l'élevage. 20 % des terres habitables sont utilisées pour l'élevage (surtout des moutons et des chevaux), 1 % sert à la culture de céréales. En outre, le gouvernement subventionne le reboisement surtout pour lutter contre l'érosion.
Un Islandais sur cinq vit de la pêche : leurs chalutiers rapportent à ces descendants des Vikings de quoi assurer 90 % de leurs exportations et plus du quart de leur produit national brut. Pour préserver cette fortune, ils limitent les prises des espèces menacées.
L'énergie géothermale est utilisée pour cultiver aussi des fruits et des légumes (voir Hveragerði).
Les ressources énergétiques sont importantes, grâce à la géothermie et à l'hydroélectricité.

### Transports

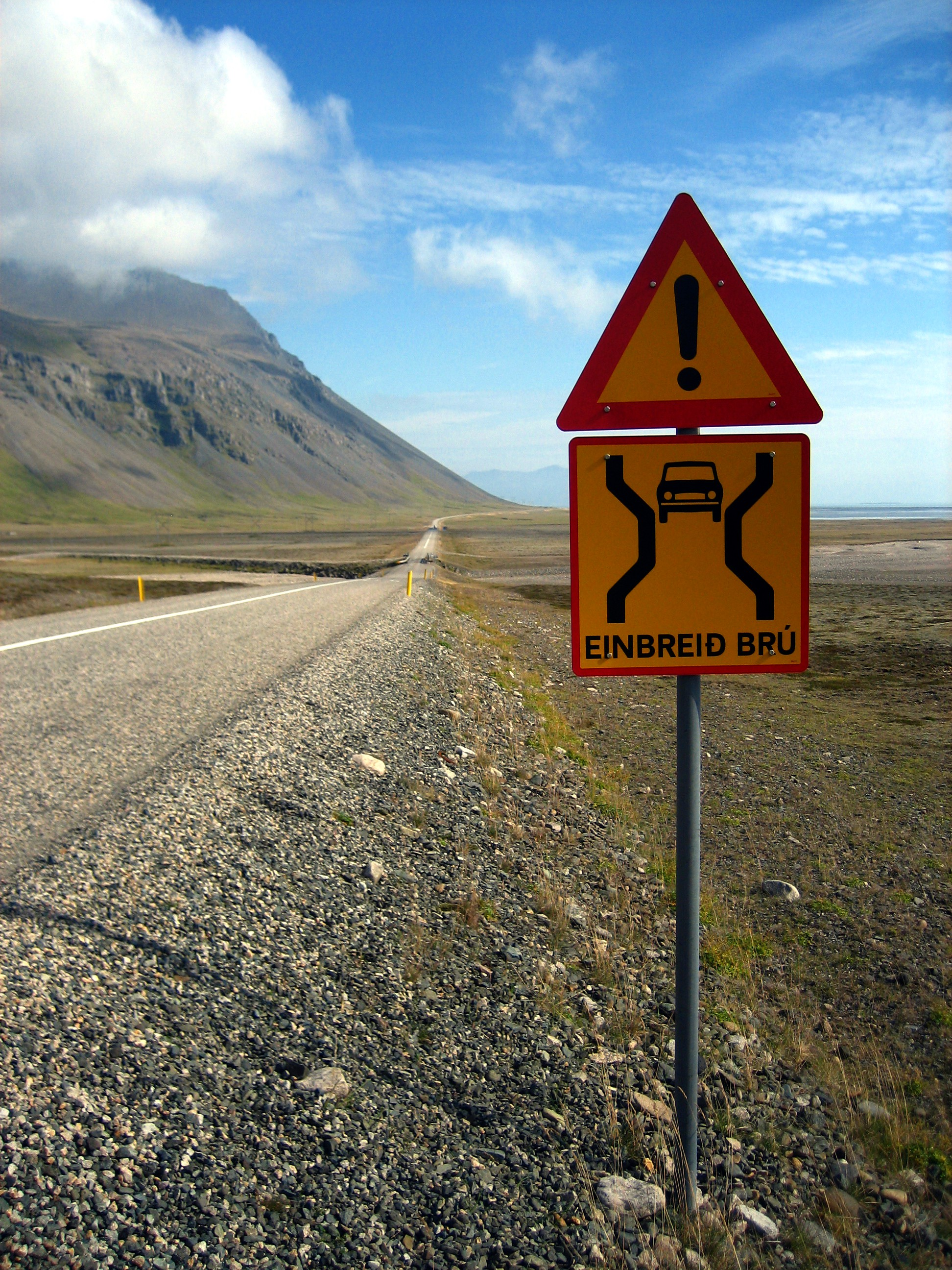
La route 1, ou route circulaire (Hringvegur), principale voie qui fait le tour de l'île, n'a cependant rien par endroits d'une autoroute.

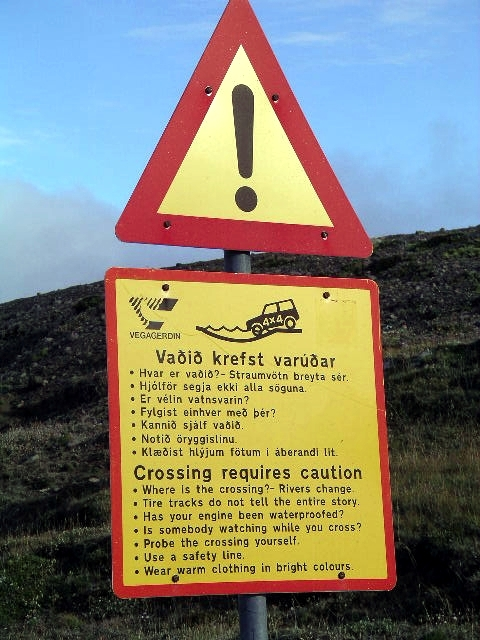
Panneau précédant un passage à gué dans les Kerlingarfjöll.

Le principal mode de transport en Islande est la route. En 2012, le réseau comptait 12 898 km de routes, dont 5 252 km de routes revêtues. Les principaux liens par ferry se font entre les Îles Vestmann et le port de Landeyjahöfn (parfois Þorlákshöfn lors des intempéries), entre Stykkishólmur et Brjánslækur (en passant par l'île de Flatey), et entre Akureyri et l'île de Grímsey (en passant par l'île de Hrísey et le port de Dalvík). Le pays n'a pas de voies ferrées.
La route 1 est la route principale qui fait le tour de l'île et relie la plupart des zones habitables. Seules quelques routes, dont les pistes de Sprengisandsleið et de Kjalvegur, traversent l'intérieur du pays, inhabité. Ces routes sont réservées à des véhicules 4×4, du fait de nombreux franchissements de gués. L'hiver, la plupart des routes secondaires sont difficilement praticables, et les pistes sont même souvent fermées à la circulation. La gestion des routes est assurée par l'administration islandaise des routes, en islandais Vegagerðin.
En Islande, les lignes de bus sont très utilisées, avec pour les touristes des systèmes de forfaits estivaux. L’auto-stop est également un moyen de déplacement fréquemment pratiqué sur les voies touristiques malgré un trafic souvent faible sur les axes les plus isolés.
Quelques ferries assurent des liaisons régulières pour desservir les petites îles habitées ou pour traverser certains fjords.
L'aéroport de Keflavík, situé à 50 km de la capitale, est le grand aéroport international d'Islande. Il sert de hub pour les compagnies Icelandair (qui assure toute l'année des liaisons directes à partir de la France, et de l'été jusqu'à l'automne à partir de la Belgique et du Canada) et WOW air (qui propose des vols au départ de la France). Des liaisons internationales régionales sont proposées entre l'aéroport de Reykjavik et le Groenland et les îles Féroé. Périodiquement, il y a eu des vols au départ des aéroports d'Akureyri ou d'Egilsstadir à destinations européennes. Quelques compagnies locales, comme Air Iceland Connect ou Eagle Air Iceland, basées à l'aéroport de Reykjavik, assurent les vols intérieurs et des vols régionaux. L'Islande compte en tout 98 aérodromes, certains de taille très modeste.

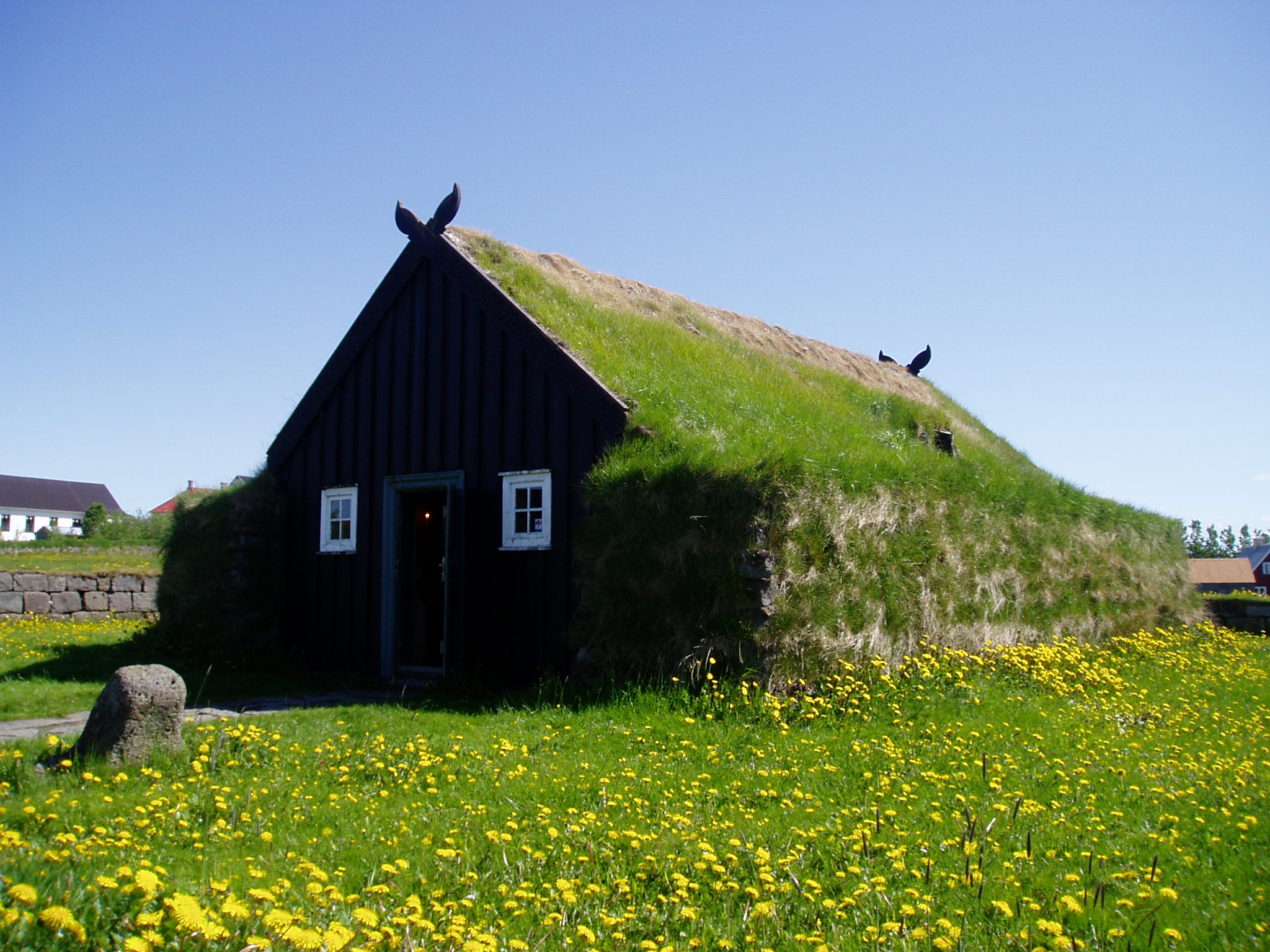
Ferme traditionnelle (à Arbaerjarsafn).
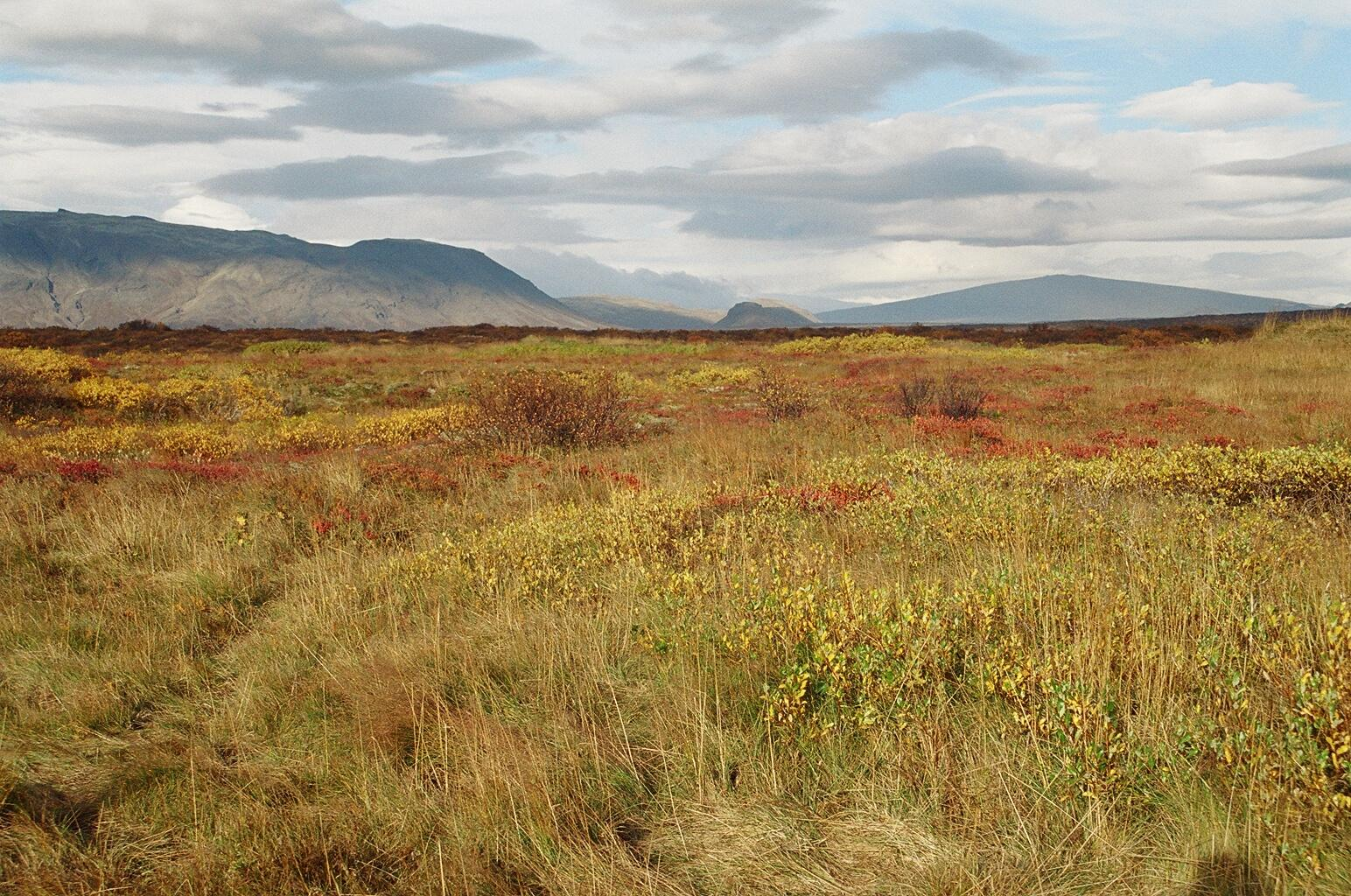
Þingvellir.
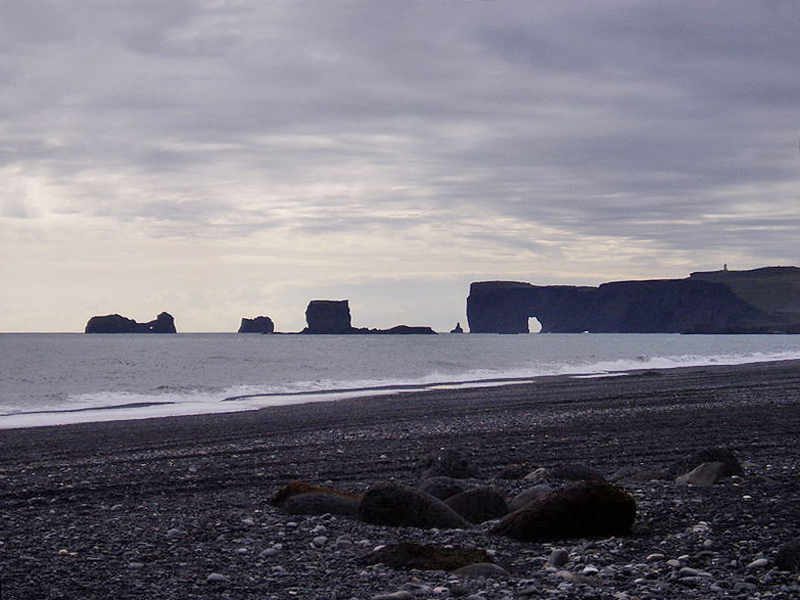
Une plage de sable noir à Vik.
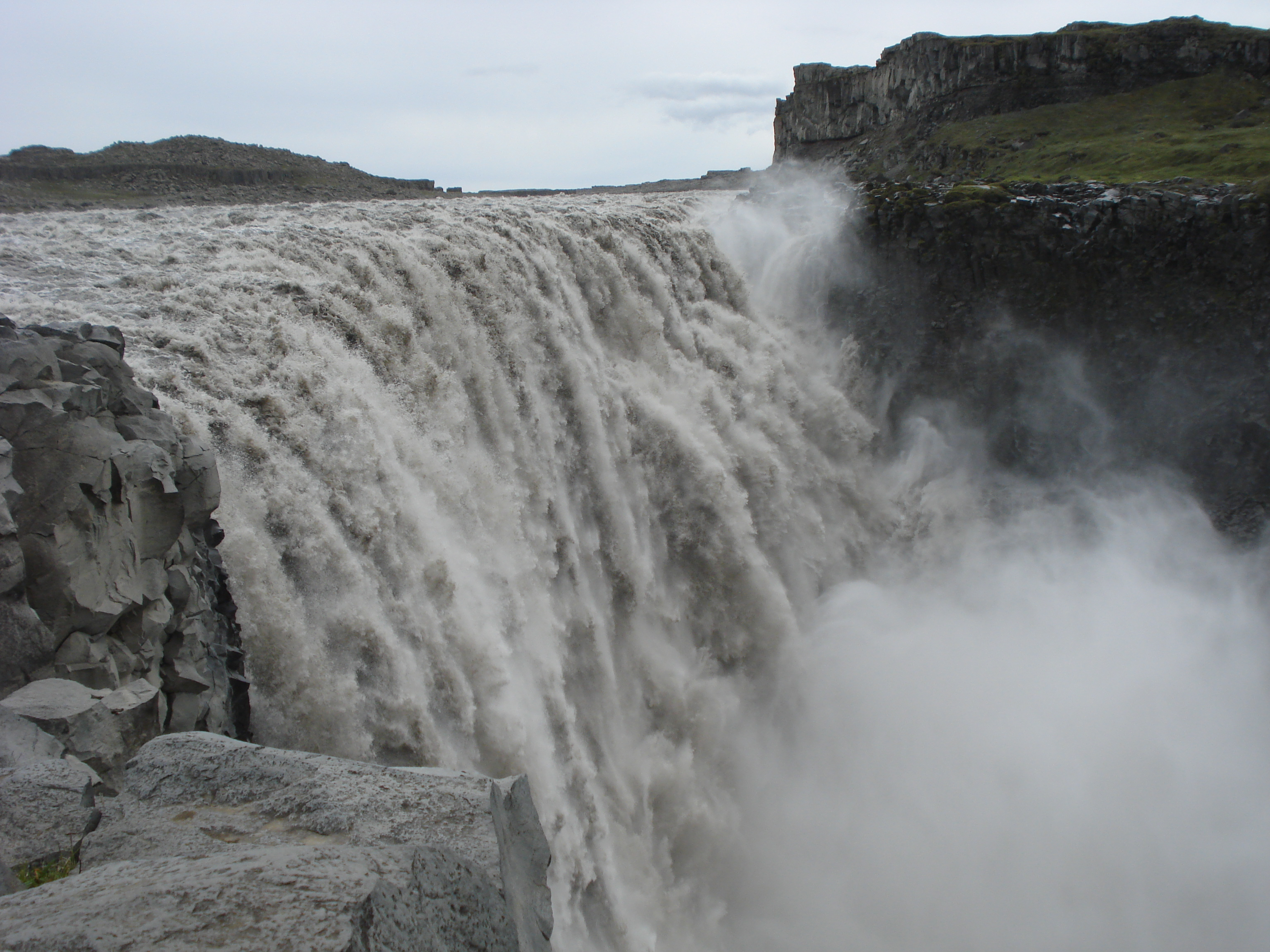
Dettifoss, la cascade la plus puissante d'Europe.